# K9copy
k9copy — бесплатная компьютерная программа с открытым исходным кодом для создания, копирования и конвертирования видео DVD-дисков. Для её работы необходимы библиотеки KDELibs графической среды KDE и Qt. Распространяется по Универсальной общественной лицензии GNU.

## Возможности
- Копирование DVD-видеодисков, защищённых технологией CSS, используя libdvdcss.
- «Сжатие» двухслойного видеодиска DVD-9 (8,6 Гбайт) до размера однослойного DVD-5 (4,3 Гбайт).
- Сохранение оригинального меню DVD-диска при копировании, либо его удаление. Выбор необходимых звуковых дорожек и субтитров.
- Обработка DVD-видео как непосредственно с диска, так и с его ISO-образа или из каталога с DVD-содержимым.
- Преобразование DVD-видео (MPEG-2) в MPEG-4 и другие форматы, используя MEncoder.
- Предпросмотр видео сторонними программами: MPlayer, Phonon или xine.
- Создание DVD-видеодиска (DVD-авторинг) из отдельных видеофайлов.
- Сохранение видео в каталог или ISO-образ, который может быть записан сторонней программой K3b.
- Облегчённый режим использования программы с помощью «мастера» (k9copy assistant) при копировании и конвертировании DVD-видео.